# April 1935
| Deze maand                                                                                             |
| --- |
| - Conferentie van Stresa - Volkenbond veroordeelt Duitse bewapening - Wereldtentoonstelling in Brussel |

De volgende gebeurtenissen speelden zich af in april 1935. Sommige gebeurtenissen kunnen één of meer dagen te laat zijn vermeld doordat ze op de datum staan aangegeven waarop ze in het nieuws kwamen in plaats van de datum waarop ze werkelijk hebben plaatsgevonden.
- 1: In reactie op de devaluatie van de Belgische frank wordt ook de Luxemburgse frank gedevalueerd, met 10%.
- 1: Kamer en Senaat van Griekenland worden ontbonden. Er worden nieuwe verkiezingen vastgesteld voor 19 mei.
- 1: Zwitserland protesteert bij Duitsland tegen de ontvoering van Berthold Jacob, een naar Frankrijk gevluchte Duitse journalist, bij een bezoek aan Basel. Zwitserland weerlegt de Duitse claim dat Jacob zich vrijwillig op Duits grondgebied zou hebben begeven.
- 1: 12 Griekse officieren die aan de opstand van voorgaande maand hebben deelgenomen, worden gedegradeerd.
- 1: Formosa krijgt van Japan intern zelfbestuur.
- 1: Een aantal ter dood veroordeelde deelnemers aan de opstanden in Spanje in oktober 1934, waaronder de Asturische opstandelingenleider Pena, krijgt gratie. Uit protest hiertegen verlaten diverse partijen de regering-Lerroux waarna deze aftreedt.
- 2: De ministers van buitenlandse zaken van Denemarken, Zweden en Noorwegen komen samen in Kopenhagen voorafgaand aan de Volkenbondsbijeenkomst van 15 april. Ze uiten de wens dat de bewapeningswedloop beëindigd wordt.
- 3: Abessynië verzoekt de Volkenbond om, als de beide landen daar niet zelf binnen een maand uitkomen, arbiters aan te stellen om haar geschillen met Italië op te lossen.
- 3: De luchtmacht van Frankrijk wordt een afzonderlijk wapen.
- 3: Anthony Eden bezoekt Warschau en spreekt met Józef Beck.
- 3: Alejandro Leroux vormt een nieuwe regering in Spanje. Het is een minderheidskabinet met vrijwel alleen ministers uit zijn eigen radicale partij.
- 3: Oostenrijk besluit tot uitbreiding van zijn leger.
- 4: In Ierland wordt de Ierse nationaliteits- en burgerrechtwet aangenomen. Door deze wet verliezen de Ieren hun Brits staatsburgerschap, en het is derhalve een verdere stap naar volledige onafhankelijkheid van Ierland.
- 5: Alle 'niet-Arische' schrijvers in Duitsland worden uit de beroepsorganisatie gezet, en kunnen daardoor geen boeken of artikelen meer publiceren.
- 5: In het kanton Genève worden antisemitische geschriften verboden.
- 5: Bij het bezoek van Anthony Eden aan Edvard Beneš in Praag geven beiden aan dat doeleinden en politiek van hun landen volledig overkomen.
- 5: Keizer Kangde van Mantsjoekwo bezoekt Tokio.
- 6: De Zweedse minister van buitenlandse zaken Rickard Sandler spreekt zijn bezorgdheid uit over de grote Duitse belangen in de Zweedse wapenindustrie.
- 7: De socialisten behalen de meerderheid in kantonnale verkiezingen in Bazel-Stad.
- 8: Bij verkiezingen voor de Landdag van Danzig behalen de nationaalsocialisten niet de door hen gehoopte tweederdemeerderheid. Ze stijgen wel, van 38 naar 42 van de 72 zetels.
- 9: In de Verenigde Staten wordt de MacSwain-bill aangenomen, die tot doel heeft buitensporige oorlogswinsten te voorkomen. Krachtens deze wet zullen na een eventuele oorlogsverklaring maximumprijzen worden vastgesteld. Ook geldt er een belasting van 100% op buitensporige winsten in oorlogstijd.
- 9: John Simon bespreekt de uitkomsten van het bezoek van Anthony Eden aan Duitsland (met Simon zelf), de Sovjet-Unie, Polen en Tsjecho-Slowakije:
  - Duitsland is niet bereid tot een 'Oostpact' zoals gewenst door Frankrijk, omdat dit een verplichting tot wederzijdse militaire bijstand zou inhouden.
  - Duitsland was wel bereid tot het sluiten van een non-agressiepact tussen de Midden- en Oost-Europese staten, maar niet met Litouwen.
  - De Sovjet-Unie bepleit voort te gaan met de opbouw van een veiligheidssysteem in Oost-Europa, en spreekt zich uit voor het Oostpact.
  - Polen is tevreden met de huidige rust naar Duitsland en de Sovjet-Unie toe, en is tegen nieuwe verdragen als die die situatie in de waagschaal stellen.
  - Duitsland wenst betreffende de vloot 35% van de Britse vloot, wat betreft de luchtmacht pariteit met het Verenigd Koninkrijk en Frankrijk.
- 9: In een groot aantal beroepen wordt in Nederland een vergunning verplicht om buitenlanders in dienst te mogen hebben.
- 9: Frankrijk en de Sovjet-Unie sluiten een pact waarin zij beloven te zullen ijveren voor verscherping van de paragrafen waarin de staten van de Volkenbond elkaars grenzen garanderen en de Volkenbond actie kan ondernemen in gevallen van agressie.
- 10: Hermann Göring trouwt met de actrice Emmy Sonnemann.
- 10: De brug over de Rijn in Arnhem wordt opengesteld voor het verkeer.
- 10: De eerder in ongenade gevallen Duitse dirigent Wilhelm Furtwängler heeft zich met de autoriteiten verzoend en bezoekt Adolf Hitler.
- 11: In verband met de opstand van voorgaande maand worden in Griekenland een ambtenaren, waaronder een aantal hoge ambtenaren in de rechterlijke macht, ontslagen.
- 11-14: Conferentie van Stresa tussen het Verenigd Koninkrijk, Frankrijk en Italië. Uitkomsten:
  - Overeenstemming over de internationale politiek
  - Steun aan het Franse protest tegen de Duitse herbewapening
  - Onderhandelingen over een Oostpact moeten worden voortgezet
  - Oostenrijks onafhankelijkheid moet worden gegarandeerd
  - Besprekingen voor een luchtpact in West-Europa worden voortgezet.
- 12: De definitieve uitslag van de parlementsverkiezingen in Hongarije wordt bekend. De regeringspartij van Gyula Gömbös behaalt 169 van de 245 zetels.
- 13: Het Twentekanaal wordt geopend.
- 14: In België wordt de goudclausule in contracten ongeldig verklaard. Schulden mogen derhalve in de nieuwe, gedevalueerde valuta betaald worden. Uitzondering hierop zijn leningen, afgesloten of gegarandeerd door de staat.
- 14: De Catalaanse generaliteit herkrijgt haar bevoegdheden, die haar na de opstand van oktober 1934 waren ontnomen.
- 14: Zwarte Zondag. In het middenwesten en het zuiden van de Verenigde staten, die al sinds de jaren '20 door droogte worden geteisterd, vindt de ergste stofstorm plaats.
- 15: De Belgische premier Paul van Zeeland spreekt zich positief uit over de uitkomsten van de conferentie van Stresa.
- 16: Italië en Abessynië komen overeen hun geschil aan een verzoeningscommissie voor te leggen.
- 16: In Ierland zal een referendum worden gehouden over de vraag of het land zich van het Britse Rijk zal afscheiden.
- 16: China meldt een grote militaire overwinning op de communisten.
- 17: In Zweden wordt een wet op controle van de wapenindustrie aangenomen. Voor wapenfabrikanten is een vergunning nodig; bestaande wapenfabrieken hebben echter tot 1937 een ontheffing.
- 17: De sociaaldemocratische Volksstimme wordt in Danzig voor een periode van 5 maanden verboden.
- 17: In de Volkenbond wordt een resolutie aangenomen die het Duitse besluit tot invoering van de dienstplicht afkeurt.
- 17: Het parlement van Tsjecho-Slowakije wordt ontbonden.
- 18: De Bulgaarse regering-Zlatev treedt af.
- 20: Duitsland protesteert tegen de Volkenbondsresolutie van 17 april.
- 20: In België zal de spelling van het Nederlands voorlopig niet veranderd worden.
- 20: In Egypte wordt de belasting op katoen afgeschaft.
- 21: De vijfjaarlijkse Belgische staatsprijs voor Vlaamse literatuur wordt toegekend aan Stijn Streuvels.
- 21: Andrey Toshev vormt een nieuwe regering in Bulgarije.
- 21-22: Formosa wordt getroffen door een zware aardbeving.
- 23: De nieuwe Poolse grondwet wordt ondertekend.
- 24: Duitsland weigert Berthold Jacob aan Zwitserland uit te leveren.
- 26: De Iraanse provincie Mazandaran wordt door een aardbeving getroffen.
- 26: In Griekenland zal een referendum worden gehouden over terugkeer naar de monarchie.
- 26: António Óscar Carmona wordt herkozen als president van Portugal.
- 27: De wereldtentoonstelling in Brussel wordt geopend.
- 28: Arthur Hinsley wordt geïnaugureerd als aartsbisschop van Westminster.
- 29: In Duitsland wordt het publiceren van tijdschriften sterk aan banden gelegd: Confessionele bladen en bladen die andere dan nationaalsocialistische belangen vertegenwoordigen worden verboden. Eigenaars en uitgevers moeten tot 1800 terug zuiver Arische afstamming hebben.
- 29: In een artikel in de Newsletter van de Labour-partij, haalt premier Ramsay MacDonald fel uit naar Duitsland.
- 30: In Noorwegen sluiten werkgevers en werknemers een grootschalige collectieve arbeidsovereenkomst voor de duur van 2 jaar.

en verder:
- Nadat België de gouden standaard heeft verlaten, komt ook de Nederlandse gulden onder zware druk te staan.
- In de Sovjet-Unie kunnen kinderen vanaf 12 jaar als volwassenen berecht worden en eventueel tot de doodstraf veroordeeld worden.

<< · januari · februari · maart · april · mei · juni · juli · augustus · september · oktober · november · december · >>